# Aplocheilus parvus
Aplocheilus parvus is een straalvinnige vissensoort uit de familie van killivisjes (Aplocheilidae). De wetenschappelijke naam van de soort is voor het eerst geldig gepubliceerd in 1916 door Sundara Raj.